# Monoharpur
Monoharpur är en ort i Indien.   Den ligger i distriktet Purba Medinipur och delstaten Västbengalen, i den östra delen av landet, 1 300 km sydost om huvudstaden New Delhi. Monoharpur ligger 9 meter över havet och antalet invånare är 23 362.
Terrängen runt Monoharpur är mycket platt.  Närmaste större samhälle är Haldia, 6,2 km sydost om Monoharpur. Trakten runt Monoharpur består till största delen av jordbruksmark.